# Faro de Cabo Busto
El Faro de Cabo Busto se encuentra en el cabo del mismo nombre, en la localidad de Busto, concejo de Valdés, Principado de Asturias, España.
La torre se encuentra adosada a la cara norte del edificio y lleva rotulada la palabra Busto. El aparato óptico es aereomarítimo. Su titularidad está adscrita a la Autoridad Portuaria de Avilés.
Por sus inmediaciones pasa el Sendero de Pequeño Recorrido PR-AS 4.